# Бережное (Вологодская область)
Бережное — село в Усть-Кубинском районе Вологодской области. Административный центр Троицкого сельского поселения и Троицкого сельсовета.

## География
Расположено на реке Уфтюге. Расстояние до районного центра Устья по автодороге — 43 км. Ближайшие населённые пункты — Крылово, Погост Трифон, Куркинская, Овригино.

## История
Первое упоминание о Бережном относится к 1642 году. В 2000 году к деревне Бережное была присоединена деревня Климовское; объединённый населённый пункт получил название село Бережное.

## Население
| 2010 |
| ---- |
| 675  |

### Национальный и гендерный состав
По переписи 2002 года население — 665 человек (316 мужчин, 349 женщин). Преобладающая национальность — русские (99 %).

## Инфраструктура
В селе работают 10 предприятий торговли, колхоз «Бережное», электроподстанция, лесничество, пожарная часть, участок ЖКХ, детский сад, средняя школа, дом культуры, библиотека, амбулатория, почтовое отделение, АТС. Действует автобусное сообщение.